# Bataille de Jakana
Insurrection de Boko Haram
Batailles
La bataille de Jakana a lieu le 26 juillet 2018 pendant l'insurrection de Boko Haram.

## Déroulement
Le 26 juillet 2018, les djihadiste de l'État islamique en Afrique de l'Ouest attaquent une base militaire et un poste de police situés aux abords du village de Jakana, à une trentaine de kilomètres de Maiduguri,. L'assaut est lancé avec une trentaine de véhicules,. Les combats débutent vers 18 heures et se poursuivent pendant trois heures.
Selon le porte-parole de la police de l'État de Borno, Edet Okon, l'attaque est repoussée,. Cependant Babakura Kolo, le chef d'une milice locale, affirme que le poste de police a été incendié et que la base militaire de Jakana est tombée aux mains des djihadistes pendant plus d'une heure, avant que des renforts venus de Maiduguri ne parviennent à repousser les assaillants,.

## Les pertes
Le porte-parole de la police de l'État de Borno ne donne aucun bilan des pertes,. Dans les heures qui suivent le combat, Babakura Kolo affirme quant à lui que les corps de deux policiers et d'un civil ont été retrouvés et qu'au moins neuf civils ont été blessés, mais il indique que « le bilan des victimes est encore flou »,. Le 27 juillet, le média SaharaReporters rapporte quant à lui que d'après des sources issues des groupes d'autodéfense et des civils, quatre soldats, deux policiers et sept djihadistes ont été tués et neuf civils blessés